# غوستاف هاينريش فون بونجارد
غوستاف هاينريش فون بونجارد (بالألمانية: August Gustav Heinrich von Bongard)‏ (و. 1786 – 1839 م) هو عالم نبات، وسرخسياتي من ألمانيا . ولد في بون.
وهو عضو في الأكاديمية الروسية للعلوم، وأكاديمية سانت بطرسبرغ للعلوم .
توفي في سانت بطرسبرغ.

## جوائز
حصل على جوائز منها:
- Order of St. Vladimir, 4th class.